# Lyons (Oregon)
Pour les articles homonymes, voir Lyons.
Lyons est une ville américaine située dans l'État de l'Oregon et dans le comté de Linn.

## Démographie
Au recensement de 2010, sa population était de 1 161 hab dont 444 ménages et 332 familles résidentes. La densité de population était de 515,3 hab/km2
La répartition ethnique était de 91,4 % d'Euro-Américains et 8,6 % d'autres races.
En 2000, le revenu moyen par habitant était de 15 628 dollars avec 11,7 % vivant sous le seuil de pauvreté.

## Source
- (en) Cet article est partiellement ou en totalité issu de l’article de Wikipédia en anglais intitulé « Lyons, Oregon » (voir la liste des auteurs).